# 6989 Hoshinosato
6989 Hoshinosato è un asteroide della fascia principale del diametro medio di circa 16,8 km. Scoperto nel 1994, presenta un'orbita caratterizzata da un semiasse maggiore pari a 3,0110174 UA e da un'eccentricità di 0,0963339, inclinata di 9,37979° rispetto all'eclittica.